# Laura Victoria Valencia
Laura Victoria Valencia Rentería es una poetisa y periodista especializada en moda y activista afrocolombiana de origen sierraleonés.
Nació en Quibdó, en el departamento de Chocó (Colombia). Publicó su primer poema a los 18 años en El Espectador de Colombia. Se graduó como maestra en el Instituto Anexo a la Universidad Libre (Colombia). Fue elegida Señorita Chocó en 1968, siendo la primera mujer 100 % negra en lograr un reinado de belleza en Colombia. En 1973, tras residir en Estados Unidos y realizar un viaje fallido a República Democrática del Congo, entonces Zaire, se trasladó a España, residió en Ibiza, en las Islas Baleares, donde se convirtió en articulista habitual del Diario de Ibiza, locutora de radio y directora de la publicación sobre moda y cultura Casting.
En Madrid fundó y preside la Asociación de Nuevos y Jóvenes Diseñadores Españoles, y escribe en diversos medios sobre moda y estética, colaborando con varias Instituciones Educativas y Universidades. En 2005 publicó el Libro-Guía para jóvenes Diseñadores de Moda Moda, Punto de Partida.
Sus poemas se dividen en dos clases, poemas existencialistas y sentimentales, por un lado, y poemas reivindicativos de raíz negra y panafricanista que hacen referencia a la esclavitud y el racismo. Participa activamente en los eventos panafricanistas y de reivindicación de los Derechos de la Mujer Africana en España. Es miembro activo del Ateneo de Torrelodones desde 2000 y Premio Nacional de Poesía Ateneo de Torrelodones 2009.

## Libros
- Moda, Punto de Partida (2004)
- Entre el Recuerdo y el Olvido (2006)
- Poemas de Estirpe (2007)